# Villanovafranca
Villanovafranca (Biddanòa Franca in sardo) è un comune italiano di 1 147 abitanti della provincia del Medio Campidano, nella subregione storica della Marmilla. Considerato tra i maggiori produttori isolani di zafferano di Sardegna DOP (assieme a San Gavino Monreale e Turri) e tra i primi produttori italiani, presenta una economia prettamente agropastorale e comprende nel suo territorio importanti resti nuragici, come l'unico altare nuragico intatto della prima Età del Ferro ritrovato nel nuraghe Su Mulinu.

## Geografia fisica

### Territorio
È situato a 292 m sul livello del mare. Ai piedi della collina, dove sorge il paese, scorre il Flumini Mannu.

### Flora e fauna
Prevale la macchia mediterranea, il paesaggio è brullo d'estate e rigoglioso in primavera con vasti campi fioriti. Tipici animali selvatici sono la lepre e il coniglio.

## Geografia antropica

### Urbanistica
Il centro storico è prevalentemente in pietre locali, la marna chiara e l'arenaria, materiali principali dei muretti a secco nelle case più antiche.

## Storia
Si ritiene che il nome Villanovafranca abbia le sue origini nel fatto che il paese aveva concessioni di franchigie. Mancano documenti però che chiariscano se la villa sia sorta con i benefici delle concessioni o, se come tutte le altre Villanovae, sia nata in funzione rurale e abbia modificato la propria denominazione quando acquisì le concessioni. Comunque è confermata la presenza di insediamenti nuragici che dimostrano che un centro abitativo esisteva ancor prima che prendesse la denominazione attuale.
Il famoso studioso Goffredo Casalis nelle sue opere, al termine dell'elenco dei paesi della Marmilla, scrisse: "[...] da Arbarei [...] a Villanovaforru e Villanovafranca. Tutte le prenominate popolazioni sono di un'immemorabile antichità. Più recente di tutte pare Villanovafranca in su l'estremità del dipartimento e frontiera del regno Arborense". Ancora, Pasquale Tola è il primo tra gli studiosi a citare una data di fondazione del paese, il 1219.
L'abitato attuale sorse nel periodo aragonese (XV secolo circa), e nel 1541 fu incorporato nella Baronia di Las Plassas, feudo della famiglia Zapata. 
Fu riscattato all'ultimo feudatario, don Lorenzo Zapata Spiga Vivaldi, barone di Las Plassas, nel 1839 con la soppressione del sistema feudale. Da allora divenne un comune amministrato da un sindaco e da un consiglio comunale.

## Monumenti e luoghi d'interesse

### Architetture religiose
- Chiesa parrocchiale di San Lorenzo, al cui interno è conservato un pulpito marmoreo del 1800, numerose statue lignee (i Santus arrimaus) tra cui quella del patrono San Lorenzo, opera d'ambito napoletano, arricchita da una graticola in argento che la caratterizza. Degno di nota è anche l'organo settecentesco. Centro della vita religiosa villanovese il suo caratteristico campanile e la cupola a base ottagonale sono facilmente visibili nelle valli e nelle colline della Marmilla, nonché in gran parte del comune di Villanovafranca.

- Chiesa di San Sebastiano
- Chiesa di San Francesco da Paola
- Chiesa della Madonna della Salute, arricchita da sculture in pietra ad opera degli artisti locali Romano Porcu e Gesuino Murgia.

### Architetture civili
- Casa del soldato
- Monumento ai caduti in guerra

- Villa padronale Santa Cruz

### Siti archeologici
- Nuraghe Su Mulinu
- Nuraghe Tuppedili[3]
- Nuraghe Trattasi[3]
- Nuraghe Paberi[3]
- Nuraghe Barraka is Dragonis[3]
- Nuraghe Cuccuru S'Arriu[3]
- Nuraghe Barbaraxinu[3]
- Nuraghe Perdu Atzeni

### Altro
- Piazza Risorgimento
- Monti Mannu (veduta panoramica del paese)

## Società

### Evoluzione demografica
Abitanti censiti

### Lingue e dialetti
La variante del sardo parlata a Villanovafranca è il campidanese occidentale.

## Cultura

### Musei
- Museo archeologico Su Mulinu, la ex casa del grano o montegranatico: esso nasce nel 2002 ed espone gli oggetti rinvenuti nel sito Su Mulinu che abbracciano un arco cronologico che va dall'Età Preistorica all'Alto Medioevo.

## Economia
Sul territorio comunale è particolarmente importante la produzione di grano duro e le colture dell'olivo, della vite, del mandorlo e dello zafferano (prodotto locale al quale è stato riconosciuto il marchio DOP). Esistono diverse aziende agropastorali, alcune di notevoli dimensioni, dove si allevano suini, ovini e bovini e garantiscono diversi posti di lavoro.

## Amministrazione
| Periodo         | Periodo         | Primo cittadino  | Partito                                | Carica  | Note |
| --------------- | --------------- | ---------------- | -------------------------------------- | ------- | ---- |
| 1995            | 2005            | Piero Porru      | Partito Popolare Italiano              | Sindaco |      |
| 2005            | 2015            | Daniela Figus    | Lista civica                           | Sindaco |      |
| 31 maggio 2015  | 26 ottobre 2020 | Matteo Castangia | Lista civica "Villanovafranca x tutti" | Sindaco |      |
| 26 ottobre 2020 | in carica       | Matteo Castangia | Lista civica "Villanovafranca x tutti" | Sindaco |      |